# 안보 투쟁

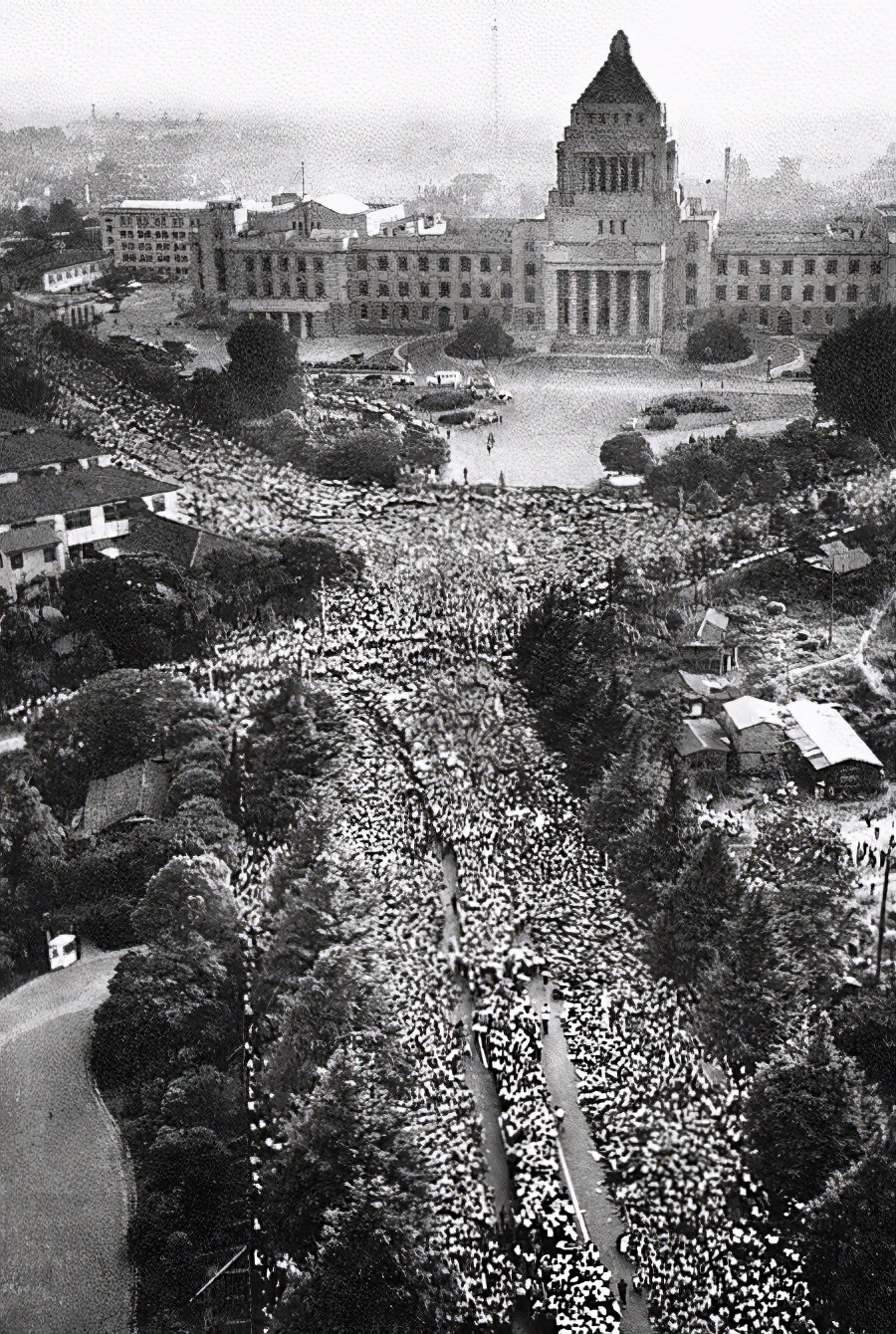
1960년 6월 18일, 국회의사당 주변을 둘러싼 시위대

안보투쟁(일본어: 安保闘争 안포토소[*])은 1959년부터 1960년까지 일본에서 미국 주도의 냉전에 가담하는 미일상호방위조약 체결에 반대하여 일어난 노동자, 학생 및 시민 주도의 대규모 시위 운동을 말한다.

## 배경
1951년 9월 8일, 미국 샌프란시스코에서 미국과 영국을 비롯한 제2차 세계 대전의 연합국 47개국과 일본 사이에 샌프란시스코 강화 조약이 체결되면서 약 6년 반 동안 일본을 통치해 온 연합군 최고사령부(GHQ)가 철수함과 동시에 일본국 정부에 행정권이 이양되고, 일본에 주둔하던 외국군도 모두 철수하였으나, 강화 조약의 특별 규정에 따라 주석 전권 위원이었던 요시다 시게루 내각총리대신이 미일안전보장조약을 체결하면서 일본을 점령했던 국가 중 하나인 미국은 "주일 미군"의 자격으로 계속해서 일본에 자국군을 주둔시킬 수 있게 되었다.
이후 이 조약은 자유민주당의 기시 노부스케 내각 기간인 1958년경부터 개정 협상이 시작되었고, 1960년 1월에 기시 노부스케 총리를 비롯한 전권단이 미국을 방문하여 드와이트 D. 아이젠하워 대통령과 회담하고 기존의 미일안전보장조약을 대체할 새로운 안전보장 조약을 체결할 것과 아이젠하워 대통령의 일본 방문을 합의하였고, 1월 19일에 새 조약인 "미일상호방위조약"이 조인되었다.
새 조약에서 기존 조약과 달라진 내용은 크게 다음과 같다.
1. 내란에 관한 조항의 삭제
2. 미일 공동 방위(일본을 주일 미군이 방어하는 대신 주일 미군에 대한 공격에 자위대와 주일 미군이 공동으로 방위 작전을 수행함)의 명문화
3. 주일 미군의 주둔 위치 및 군사 장비에 대한 양국 정부의 사전 협의제 상설화

## 경과

### 중의원의 조약안 표결까지의 과정
조약 체결 뒤 일본 대표단이 귀국한 이후, 새 조약의 비준 승인을 둘러싼 국회 심의 과정에서 미일 군사 동맹 폐기를 내건 일본사회당의 저항이 거세졌다. 또한 새 조약 체결 전부터 "일본이 전쟁에 휘말릴 위험이 커질 것"이라는 우려나 주일 미군에 대한 치외법권 인정 여부를 둘러싼 논란이 이어지며 조약 반대 움직임이 있었다. 조약이 체결되자 이러한 반대 주장은 가두 시위를 통해 표출되기 시작했고, 이에 폭력 혁명 노선을 포기한 일본공산당에 대해 비판적 입장을 보이며 당을 탈당한 급진 좌익 성향 학생들이 결성한 공산주의자동맹이 주도하던 전일본학생자치회총연합(전학련)은 "미일 군사 동맹을 무너뜨릴 것이냐, 아니면 그전에 우리가 먼저 쓰러질 것이냐의 문제다"라는 입장을 표명하고 안보투쟁에 동참하였다.
이 시기는 아직 제2차 세계 대전이 끝난 지 얼마 되지 않아 일본 국민들 사이에서 "전쟁"이라는 단어에 대한 근본적인 거부감이 있었고, 여기에 태평양 전쟁을 주도한 기시 노부스케 총리에 대한 국민들의 반감이 있었던 것과 "미일 조약은 일본을 미국이 벌이는 전쟁에 끌어들이겠다는 것"이라는 인식에서 비롯된 반미 감정까지 겹치며 안보 조약에 대한 반대 여론이 매우 강해졌다. 이를 틈타 기성 좌익 세력인 일본사회당이나 일본공산당은 당 조직과 지지자들을 총동원하며 시위의 세를 키워갔다. 일본노동조합총평의회(총평)은 국철 노동자를 중심으로 "안보 조약 폐기"를 주장하며 여러 차례 파업을 벌였지만, 전일본학생자치회총연합(전학련)의 국회의사당 진입 시도에는 비판적 입장을 보였다. 일본공산당 또한 "전학련은 극좌 모험주의, 블랑키주의적 성향을 보이는 트로츠키스트 집단이다"라며 이들을 비판했다. 이에 대해 당사자인 전학련은 기성 좌익 세력들이 온건한 투쟁 방식을 고집하는 것은 "분향 시위"라며 맹비난했다.
이와 함께 소련 공산당 중앙위원회 국제부 부부장으로서 일본을 미국의 영향력 하에서 배제하기 위한 공작 활동에 종사하고 있던 이반 코발렌코는 자신의 저서 《대일 공작의 회상》에서 미하일 수슬로프 정치국원의 지도 아래 소련 공산당 중앙위원회 국제부가 일본사회당이나 일본공산당, 일본노동조합총평의회(총평) 등의 좌익 세력에게 "상당히 큰 원조를 해주고 있다"고 말하며 안보투쟁에 있어서도 소련 공산당 중앙위원회 국제부와 그 산하 조직이 깊게 관여하고 있다고 설명했다.

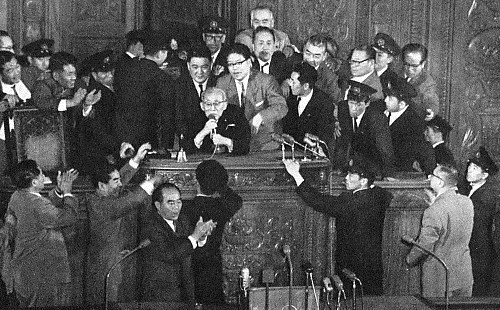
1960년 5월 19일, 중의원 미일안전보장조약 특별위원회에서 조약안 표결을 강행하려는 자민당 의원들과 이를 막으려는 사회당 의원들 간의 몸싸움

이후 1960년 5월 19일 중의원 미일안전보장조약 특별위원회에서 새 조약안이 표결에 부쳐졌다. 자유민주당은 건장한 청년들을 공설 비서로 동원하여 연좌 농성을 벌이는 사회당 의원들을 회의장에서 몰아낸 뒤 조약안을 강행 표결 처리하였고, 속전속결로 조약안은 다음 날인 5월 20일에 중의원 본회의를 통과했다. 자민당이 이렇게 표결을 서두른 데에는 6월 19일로 예정된 아이젠하워 미국 대통령의 일본 방문 전까지 조약이 자동 발효되게 하려는 의도가 있었다. 전날 위원회 강행 처리에 대한 반발 차원에서 사회당 및 민사당 의원들은 이날 본회의에 전원 불참했고, 자민당에서조차 이시바시 단잔, 고노 이치로, 마쓰무라 겐조, 미키 다케오 등의 의원이 불참하거나 기권했다.

### 시위의 격화
중의원에서 조약안이 통과되자 "민주주의 파괴 행위"라며 일반 시민들도 조약 반대 운동에 동참하기 시작했고, 연일 국회의사당 주위를 시위대가 에워싸는 등 사태가 점차 격화일로로 치닫게 된다. 당초 "안보 조약 폐기"가 주목적이었던 안보투쟁은 점차 반정부, 반미 투쟁의 성격이 짙어졌다. 시위가 장기화되자 경찰과 우익 단체의 인력만으로는 시위대를 억제할 수 없다고 판단한 기시 노부스케 총리는 고다마 요시오 주도로 자민당 내에 "아이젠하워 대통령 환영실행위원회"를 만들어 하시모토 도미사부로를 수장으로 내세우는 한편 야쿠자 등 폭력 조직과의 협력을 시도하기도 했다. 이에 여러 폭력 조직들이 기시 총리와 만나 시위대를 제압하는 데 협력하기로 합의했다.
기시 총리는 "국회 주변은 소란스럽지만, 긴자나 고라쿠엔 구장은 언제나 그래왔듯 평화롭다. '침묵하는 다수'의 목소리가 나에게 들리는 것 같다"고 말하며 시위에 동요하지 않겠다는 뜻을 분명히 했다. 그러나 이시바시 단잔, 히가시쿠니 나루히코, 가타야마 데쓰 등 전직 총리 3명이 기시 총리에게 사퇴를 촉구하는 등 사태는 더욱 심각해졌다.

### "해저티 사건" 및 간바 미치코의 죽음

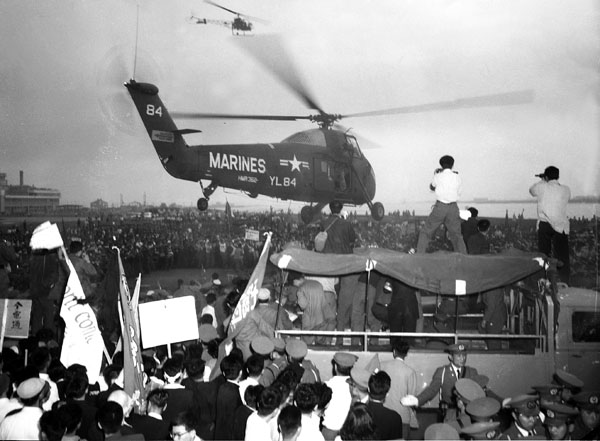
1960년 6월 10일, 시위대에 가로막힌 차량에서 제임스 해저티 백악관 대변인을 구출하는 미국 해병대의 헬리콥터

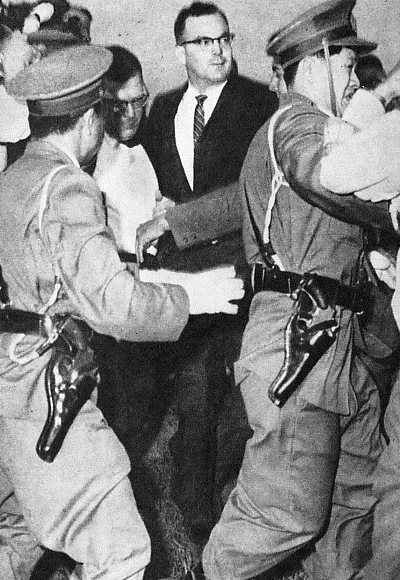
헬리콥터로 갈아타는 해저티 (가운데)

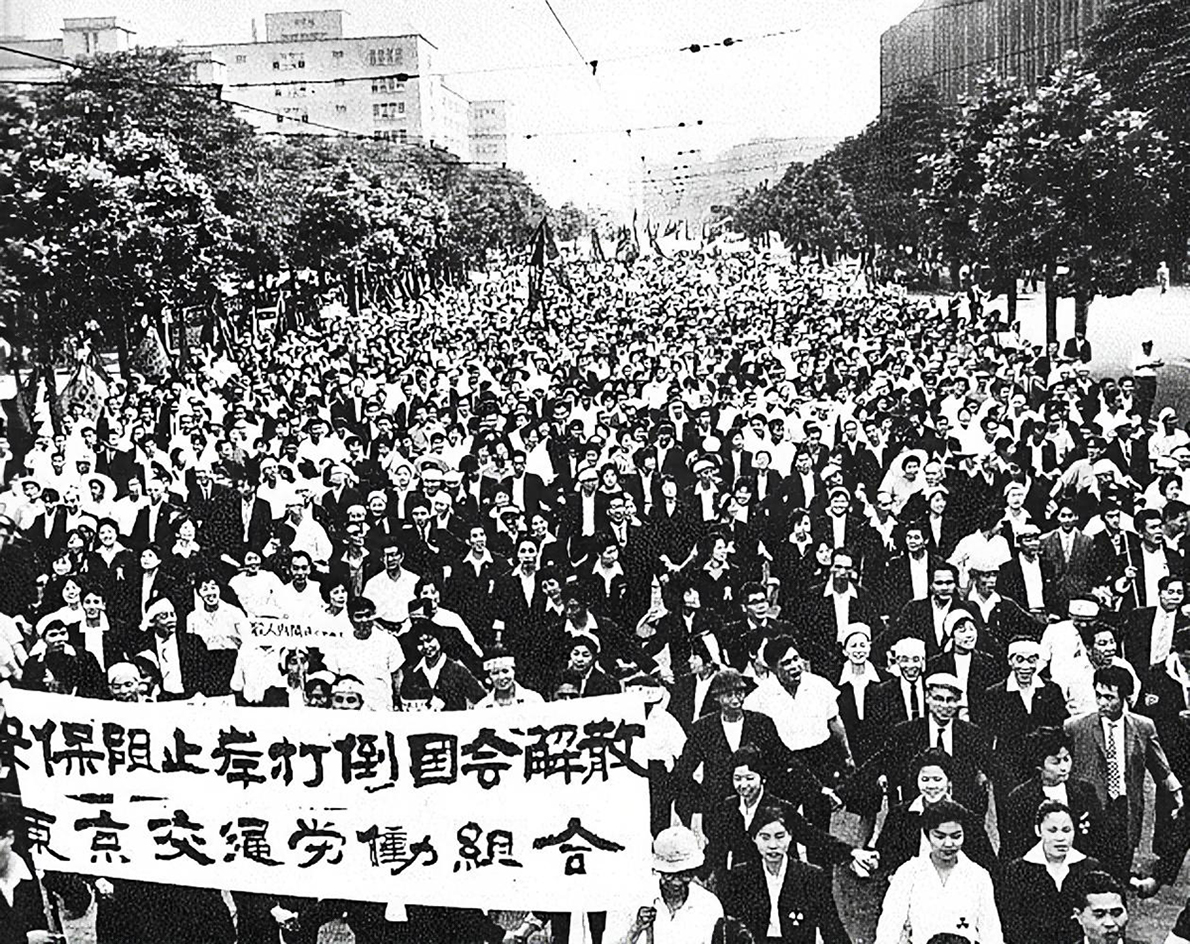
1960년 6월 15일, 히비야 공원에서 국회로 향하는 시위대

1960년 6월 10일, 아이젠하워 미국 대통령의 일본 방문 일정 협의 차 일본에 온 제임스 해저티 미국 백악관 대변인이 도쿄 국제공항(하네다 공항)에 도착하자마자 공항 주변에 몰려든 시위대에 의해 관용 차량이 포위되어 이동이 불가능해지자 긴급히 미국 해병대의 헬리콥터를 이용해 총리대신 관저로 이동하는 사건이 발생했다(해저티 사건).
6월 15일에는 폭력 조직과 우익 단체들이 시위대를 습격하여 많은 부상자가 발생했다. 같은 날 국회의사당 정문 앞에서 국회 내부로 진입하려는 시위대와 이를 막으려는 경찰이 충돌하여 시위 참가자이자 도쿄 대학 학생인 간바 미치코가 압사하는 사건이 발생했다. 또한 당시 유일하게 시위 현장을 중계하고 있던 라디오 간토의 한 기자가 경찰의 경봉에 맞아 부상을 입기도 했다. 한편 이날 오후 9시에는 국회에서 열린 전일본학생자치회총연합(전학련)의 항의 집회 도중에 간마 미치코의 사망 소식이 전해지자 분노한 일부 학생들이 경찰차에 방화하는 등 과격 양상으로 번졌다. 최종적으로 이날 시위대 측 부상자는 약 400명, 경찰에 연행된 시위자는 약 200명, 경찰 측 부상자는 약 300명에 달했으며, 전체 시위 참가자는 주최 측 추산 약 33만 명, 경찰 추산 약 13만 명으로 직전 시위 때보다 증가했다(국회 앞 시위에 한정).
이렇게 시위 참가자가 사망하는 상황까지 이르자 그로부터 몇 시간 지나지 않은 6월 16일 오전 1시 30분, 기시 내각은 야간임에도 불구하고 임시 각의(국무회의)를 열어 긴급 성명을 발표했다. 그 내용은 다음과 같다.
이번 전학련의 폭거는 폭력 혁명을 통해 민주적인 의회 정치를 파괴하고, 현재의 사회 질서를 전복하고자 하는 국제 공산주의의 기도에 놀아나려는 매우 계획적인 행동과 다름이 없는 것이며, 이는 더 말할 것도 없이 국민 대다수가 도저히 용인할 수 없는 부분입니다.
우리는 자유와 민주주의의 기반 위에 비로소 진정한 평화와 번영이 구축된다는 것을 확신하고 있기에, 이를 파괴하려는 어떠한 폭력에도 굴하지 않고 완전히 이를 배격함으로써 민생의 안정을 지켜내고자 합니다.
계획적 파괴 활동에 대해 지금 치안 당국이 취하고 있는 조치는 당연한 바입니다.
국민 여러분도 이번 불상사의 배후에 도사리고 있는 본질을 찾아내 한층 더 이해하고 협력해 주시기를 요망합니다.

이처럼 항의 시위가 격화되는 가운데 기시 총리는 6월 15일과 18일에 아카기 무네노리 방위청 장관에게 육상자위대의 치안 유지 활동 투입을 요청했다. 이 때문에 도쿄 근교의 자위대 주둔지에는 "출동 준비 태세"를 갖추라는 명령이 내려졌지만, 이시하라 간이치로 국가공안위원회 위원장이 자위대 투입을 반대하는 바람에 결국 자위대 투입은 무산되었다.
훗날 이시하라는 TV 인터뷰에서 다음과 같은 말을 했다.
어쩔 수 없이 사표를 품에 넣고 갔다. 부대를 투입하는 순간 그 작전은 꼭 성공해야만 하는 것이 되어버리는데, 그러러면 총을 사용해야 한다. 제아무리 전학련 같은 과격 단체라 한들 결국 그들도 이 나라의 젊은이들이다. 국군에게 국민을 쏘라는 건 내가 명령할 수 없는 것이었다. 그렇다고 상관의 명령을 거역할 수는 없기 때문에, 만약 출동을 명령받는다면 사표를 내야만 했다. 왜냐하면, 군인들에게 물어보니 도무지 맨손으로는 (시위대를) 이길 자신이 없다더라.

### 조약 발효 후
안보 조약은 참의원의 의결을 거치지 않고 1960년 6월 19일에 자동 발효되었다. 제임스 해저티 백악관 대변인이 시위대에 습격당한 이후 일본 내 반미 감정이 예상보다 심각하다고 판단한 미국 정부는 아이젠하워 대통령의 일본 방문을 연기(사실상 취소)하였다. 기시 내각은 혼란을 수습하고 그에 따른 책임을 지겠다며 새 안보 조약의 비준서 교환일인 6월 23일에 총사직을 표명했다. 한편 기시 노부스케 총리는 사퇴 예정일 전날인 7월 15일에 괴한에게 습격을 당해 중상을 입었다.
이렇게 안보투쟁은 이전의 일본 역사상 유례를 찾아볼 수 없을 만큼 대규모 운동이었지만, 시위 후반부로 갈수록 "반미 운동"보다는 도조 내각의 각료이자 A급 전범 혐의를 받던 기시 노부스케 총리와 그 내각에 대한 국민들의 반감을 바탕으로 한 "정권 퇴진 운동"의 성격이 강해지고 정작 안보 조약 자체에 대한 반대 운동의 성격은 희박해져 가고 있었기 때문에, 기시 내각이 퇴진하고 후임인 이케다 하야토 내각이 출범하면서부터는 시위 규모가 급격히 줄어들기 시작했다.
새로 출범한 이케다 내각은 "국민 소득 배증 계획"을 내세워 경제 발전을 국정의 최우선 과제로 삼음으로써 국면 전환을 시도했고, 이에 야당인 일본사회당 역시 정부의 경제 정책 비판에 집중하기 시작하면서 안보투쟁이 만든 대규모 시위 정국도 점점 희미해져 갔다. 또한 안보투쟁 직후인 1960년 7~8월 사이에 연이어 실시된 아오모리현, 사이타마현, 군마현 지사 선거에서 일본사회당 추천 후보가 전원 낙선하는 등 안보투쟁으로 높아진 야당의 위상이 다시금 꺾이기 시작했고, 곧이어 실시될 예정이었던 총선거에서 자민당의 압승을 전망하는 분위기가 나오기도 했다. 이후 10월 12일 사회당 아사누마 이네지로 위원장의 암살 사건이 발생하면서 다시 자민당이 흔들리게 되었지만, 이케다 하야토 총리는 이에 따른 동요를 잠재우는 데 성공했다. 그렇게 11월 20일에 실시된 제29회 중의원 의원 총선거에서는 같은 좌익 성향인 일본사회당과 민사당의 후보 분열의 영향으로 자민당이 전체 467석 중 300석을 차지하는 대승을 거두었다. 이 때문에 일본 정계에서는 안보 조약이 사실상 국민의 승인을 받은 것으로 받아들여졌다.

## 의의
안보투쟁은 기시 노부스케 내각이 물러나게 할 정도로 일본 정치계에 압박을 주었고, 자민당 정권은 경제 발전 정책에 우선 순위를 두며 국정 운영 방향을 바꾸었다. 하지만 안보투쟁과 도쿄대 사건 등의 극렬 학생 운동 이후에는 시민들이 사회 개혁에 큰 관심을 갖지 않게 되면서, 이후 일본의 사회 운동은 물밑으로 가라앉게 되었다.

## 전개 일지

### 1959년
- 3월경 - 미일안전보장조약의 개정 협상이 시작되자 일본사회당, 일본노동조합총평의회(총평), 원수폭금지국민회의(원수금) 등이 "안보조약 개정저지 국민회의"를 결성.
- 3월 30일 - 도쿄 지방재판소(법원)가 미일 안보 조약에 근거한 주일 미군의 주둔은 위헌이라고 판결.
- 10월경 - 일본사회당의 니시오 스에히로가 "안보조약 개정저지 국민회의"에 반대 의사를 표명하고 탈당.
- 11월경 - 안보 조약 반대 시위대가 국회의사당 내부로 난입

### 1960년
- 1월 19일 - 미일 정부간에 새 안보 조약인 미일상호방위조약이 조인.
- 1월 24일 - 일본사회당을 탈당한 니시오 스에히로 등이 민주사회당을 창당.
- 4월경 - 전일본학생자치회총연합(전학련)과 경찰이 충돌.
- 5월 20일 - 중의원 본회의에서 일본사회당 및 민주사회당 의원들이 전원 불참한 가운데 자유민주당 의원들만으로 안보 조약안이 강행 처리. 이후 국회의사당 주변에서 시위대와 경찰이 충돌.
- 6월 10일 - 드와이트 D. 아이젠하워 미국 대통령의 일본 방문 일정 협의 차 일본에 온 제임스 해저티 미국 백악관 대변인이 도쿄 국제공항(하네다 공항)에 도착하자마자 공항 주변에 몰려든 시위대에 의해 관용 차량이 포위되어 이동이 불가능해지자 긴급히 미국 해병대의 헬리콥터를 이용해 총리대신 관저로 이동하는 사건 발생(해저티 사건).
- 6월 15일 - 전일본학생자치회총연합(전학련)과 경찰의 충돌로 도쿄 대학 학생인 간바 미치코가 압사.
- 6월 16일 - 기시 노부스케 내각이 임시 각의(국무회의)에서 긴급 성명 발표.
- 6월 17일 - 도쿄에 본사를 둔 7개 신문사가 공동 성명을 통해 시위대의 폭력적인 행태를 비판하며 일본사회당의 국회 복귀를 호소.
- 6월 19일 - 안보 조약이 참의원의 의결을 거치지 않고 자동 성립.
- 6월 23일 - 새 안보 조약의 비준서를 미일 양국이 교환함으로써 조약 발효까지의 모든 절차가 종료. 직후 기시 내각은 총사직 표명.
- 7월 14일 - 자유민주당이 총재 선거를 실시하여 이케다 하야토를 제4대 총재로 선출. 기시 노부스케 총리가 괴한에게 습격당해 중상을 입는 사건 발생.
- 7월 15일 - 기시 내각이 총사직.
- 7월 19일 - 이케다 하야토가 제58대 내각총리대신에 취임. 제1차 이케다 내각 출범.
- 10월 12일 - 일본사회당의 아사누마 이네지로 위원장이 우익 단체 회원인 야마구치 오토야(당시 17세)에게 암살.
- 11월 20일 - 제29회 중의원 의원 총선거에서 자민당이 압승을 거둠으로써 정권 연장에 성공.